# Clavilispinus exiguus
Clavilispinus exiguus är en skalbaggsart som först beskrevs av Wilhelm Ferdinand Erichson 1840.  Clavilispinus exiguus ingår i släktet Clavilispinus och familjen kortvingar. Inga underarter finns listade i Catalogue of Life.